# Rhône-Alpes
Rhône-Alpes Franciaország egyik régiója volt 2015 végéig.
A 2014. évi közigazgatási reform keretében néhány új közigazgatási régió létrehozásáról és a korábbiak közül több összevonásáról döntöttek. 2016. január 1-jén  Rhône-Alpes és Auvergne is az újonnan alakított Auvergne-Rhône-Alpes közigazgatási régió része lett.

## Fontosabb városok
| Annecy          | Saint-Chamond        |
| Bourg-en-Bresse | Saint-Étienne        |
| Bron            | Saint-Martin-d’Hères |
| Chambéry        | Thonon-les-Bains     |
| Grenoble        | Valence              |
| Lyon            | Vaulx-en-Velin       |
| Roanne          | Vénissieux           |
| Montélimar      | Villeurbanne         |
|                 |                      |

## Történelem
A vidék első feljegyzett lakói a gallok. Iulius Caesar hódítása nyomán lett a Római Birodalom része. A későbbiekben része volt a merovingok, majd a karolingok államának. Franciaország történelmének korai szakaszában már királyi birtok volt. Kulturális, politikai, gazdasági fejlődése párhuzamos Franciaország egészével.